# دوين جيفرسون
 دوين جيفرسون (بالإنجليزية: Dewayne Jefferson)‏ مواليد 10 أغسطس 1979، هو لاعب كرة سلة أمريكي سابق. بدأ مسيرته الاحترافية في سنة 2002. يبلغ طوله 6 قدم 3 بوصة (1.9 م). اعتزل اللعب في 2010.

## المسيرة الاحترافية
لعب مع كارشياكا في موسم 2002–2003، ثم لعب مع دينامو موسكو في موسم 2003–2004، ثم لعب مع روزيتو شاركز في الدوري الإيطالي في سنة 2004، ثم لعب مع إردميرسبور في موسم 2005–2006، ثم لعب مع ماكدونيكوس في موسم 2006–2007، ثم لعب مع بوسنا رويال في سنة 2008، ثم لعب مع إلان شالون في الدوري الفرنسي في موسم 2008–2009.

## روابط خارجية
- دوين جيفرسون على موقع كرة السلة الأوروبية.كوم (الإنجليزية)
- دوين جيفرسون على موقع كلية كرة السلة في سبورتس رفرنس.كوم (الإنجليزية)
- دوين جيفرسون على موقع ريلجم (الإنجليزية)
- دوين جيفرسون على موقع بروبوليرز (الإنجليزية)
- دوين جيفرسون على موقع سبورتس رفرنس (الإنجليزية)